# Mena Suvari
Mena Alexandra Suvari (født 13. februar 1979) er en amerikansk skuespillerinde af estisk herkomst. Hun er bedst kendt for sin rolle i American Beauty (1999) og de første to American Pie-film.
Suvari blev født i Newport på Rhode Island og begyndte i 12-årsalderen at stå model og spille i reklamefilm.
Hun giftede sig med filmfotografen Robert Brinkmann 18. marts 2000, men parret blev skilt i 2005. I 2010 blev hun gift med Simone Sestito, men ægteskabet holdt kun i to år.